# Herosé-Park

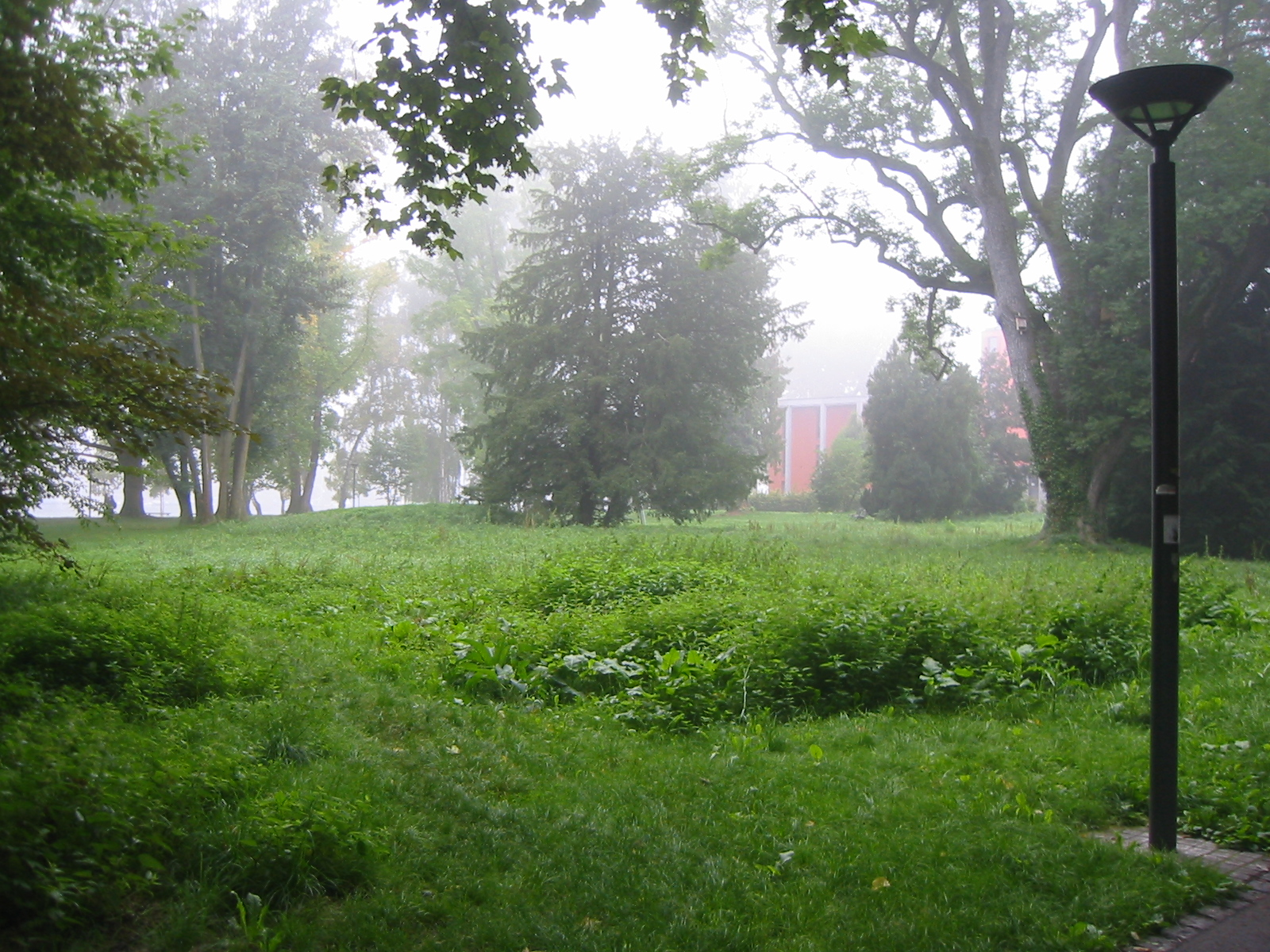
Herosé-Park in Konstanz

Der Herosé-Park liegt im Konstanzer Stadtteil Petershausen zwischen dem Seerhein, der Straße Am Rheinufer und der Reichenaustraße. Westlich, neben dem Park, befand sich bis zum Jahr 2000 die namensgebende Textildruckerei Herosé, am Ost-Ende des Parks befindet sich die Villa Rheinburg, dahinter schließen sich das Städtische Kinderhaus am Rhein und das Rhein- und Hallenbad der Stadt Konstanz an.
Der Herosé-Park wird von einem Rad- und Fußweg durchschnitten, der von der Fahrradbrücke her die Konstanzer Altstadt mit den rechtsrheinischen Gebieten verbindet. Die Strecke zählt zu den Hauptverkehrswegen für Radfahrer und Fußgänger in Konstanz, bis zu 15.000 Radler benutzen sie täglich.

## Geschichte und Gestaltung

1925: Luftbildaufnahme über Konstanz; oben links „Teile der damaligen Gabriel Herosé A.-G. (Betriebseinstellung 1997)“;
Foto: Walter Mittelholzer, Bildarchiv ETH Zürich

Bis zum Jahr 2000 betrieben das Unternehmen Herosé bzw. seine Nachfolger auf dem Gelände westlich des heutigen Parks Textilveredelung. Die Stadt Konstanz besitzt den Park und die neue Villa „Herosé“, genannt Rheinburg, seit 1925. Sie erwarb später auch das westlich gelegene Industrie-Areal, um durch „Konversion (Umwidmung) einen Beitrag zur nachhaltigen Stadtentwicklung zu leisten“. Dies sollte mit Hilfe eines städtebaulichen Ideenwettbewerbes befördert werden, der von Juli bis Dezember 2002 durchgeführt wurde. Geplant werden sollte eine städtische Bebauung, die sowohl Wohnen wie auch Arbeiten umfasste. Die Schneckenburg genannte alte Villa und die neue Villa Herosé sollten dabei mit dem Park verknüpft werden. Außerdem sah das Konzept die Weiterführung des Bodensee-Uferwegs vor. Sieger wurde das Berliner Architekturbüro um Klaus Theo Brenner, der U-förmige Hausgruppen vorsah. Nach einer Bürgerbeteiligung wurde die Bebauung am Rand des Parks angepasst. Dabei wurde auch die Uferpromenade von ursprünglich 15 Meter um weitere fünf Meter verbreitert. Eine Kooperation der Städtischen Wohnungsbaugesellschaft mbH Konstanz (WOBAK) und der Baugenossenschaft Oberzellerhau (BGO) Singen verwirklichte zwischen 2006 und 2013 die fünf Bauriegel.
Im Herosé-Park, dem früheren Privat-Park der Unternehmerfamilie, befinden sich einige Spielgeräte, Sitzgelegenheiten, Grillplätze, sowie freie Badeplätze. Ein Bachlauf wird aus einigen Artesischen Brunnen gespeist, die in rund 700 Meter Entfernung zum Gelände in den Jahren 1878 bis 1881 angelegt wurden. Das Wasser aus den Brunnen wurde über Jahrzehnte in das Kanalnetz der Stadt eingeleitet. Seit Juli 2009 fließen die rund 12 bis 15 Liter Wasser pro Sekunde nun durch einen künstlich angelegten Bachlauf vom Park in den Seerhein.

## Historische Gebäude im und um den Park
Der Kern des Geländes, das Rheingut genannt wurde, ist die (Villa) Schneckenburg. Sie liegt außerhalb des Parks, 200 m weiter westlich, fast direkt am Seerhein. Es handelt sich um ein Landgut aus vorindustrieller Zeit, das im 17./18. Jahrhundert von Konstanzer Domherren aus dem Hause Waldburg-Wolfegg zum spätbarocken Landsitz ausgebaut wurde, vermutlich als zunächst eingeschossiges Lusthaus mit Gartensaal und vorgelagerter Schiffsanlegestelle, umgeben von Obstgärten. 1893 erwirbt Johann Georg Schlumberger das Gut und gründet hier die dritte Konstanzer Indiennefabrik. Er war Mitglied der Genfer Kolonie, die die Indiennefabrik auf der Donimikanerinsel betrieb. Das Gebäude wurde vermutlich in dieser Zeit aufgestockt und diente als Wohnhaus des Fabrikherrn. 1812 ersteigerten die Brüder Ludwig und Gabriel Herosé das gesamte Gelände und bauten dort ihr Textilunternehmen auf, das 1960 etwa 1100 Menschen beschäftigte.
Das Haus wird zuweilen fälschlicherweise als „Bischofsvilla“ bezeichnet, es hatte aber nie etwas mit einem Bischof zu tun. Heute sitzt in dem unter Denkmalschutz stehenden Gebäude das Exzellenzcluster „Kulturelle Grundlagen von Integration“ der Universität Konstanz. 
Die neuere Villa der Herosés, die Villa "Rheinburg", liegt am Ostrand des Parks hinter großen Bäumen – möglichst weit entfernt von den Emissionen der Fabrik. Sie stammt aus der Zeit um 1860 und wurde um 1907 erweitert. Das Haus wurde seit dem Kauf durch die Stadt Konstanz 1925 durch Behörden genutzt und war in der Besatzungszeit nach dem Zweiten Weltkrieg auch Sitz französischer Militärs. 2006–2023 beherbergte es einige Institute der Hochschule Konstanz Technik, Wirtschaft und Gestaltung (HTWG). Derzeit (2024) wird es renoviert und soll danach örtlichen Vereinen für Veranstaltungen dienen.
Ein weiteres Gebäude der Familie Herosé, das Landhaus Ziegelhütte, lag ungefähr in der Nordost-Ecke des Parks. Es wurde 2004 abgerissen, ebenso wie eine Ärztevilla des 20. Jahrhunderts noch etwas weiter nordöstlich davon beim heutigen Kreisverkehr. Das Gelände ist heute Bestandteil des Parks.